# かなたいむ。
かなたいむ。（本名：木本 奏太、1991年10月23日 - ）は、日本のYouTuber。大阪府出身。
トランスジェンダー当事者（FtM）。また、両親の耳が聞こえないコーダ。

## 来歴
1991年、大阪府出身。大阪芸術大学映像学科卒。
YouTubeチャンネル「かなたいむ。」にて活動。LGBTQ、耳の聞こえない両親との生活、飾らないVlogなどを発信している。
2020年にエッセイ集『元女子、現男子。 忘れたい過去もある。けど、それを含めて僕だと気づいた。』を出版。

## 受賞
- YouTube Works Awards Japan 2023 ファイナリスト
- YouTube Creator Collaboration 部門受賞[1]

## 人物
- 女性として生まれ、旧名は木本果奈。
- 幼少期から自分の性別に違和感を抱いていた。
- 高校生の頃、ドラマを見て性同一性障害だと自覚。
- 大阪芸術大学映像学科を卒業後、25歳で性別適合手術を受ける。
- 現在は戸籍上も男性として生活。
- SNSではトランスジェンダー当事者として発信している。
- 両親の耳が聞こえないコーダ。

## 出演

### ウェブ番組
- ABEMA Prime（ABEMA、2021年6月10日）
- デモクラシータイムス（YouTube、2024年5月26日）

### ラジオ
- ミミラジ（渋谷クロスFM、2021年11月28日[2]）

## 著書
- 『元女子、現男子。 忘れたい過去もある。けど、それを含めて僕だと気づいた。』（2022年3月18日）